# Epithema carnosum
Epithema carnosum är en tvåhjärtbladig växtart som beskrevs av George Bentham. Epithema carnosum ingår i släktet Epithema och familjen Gesneriaceae. Inga underarter finns listade i Catalogue of Life.

## Bildgalleri

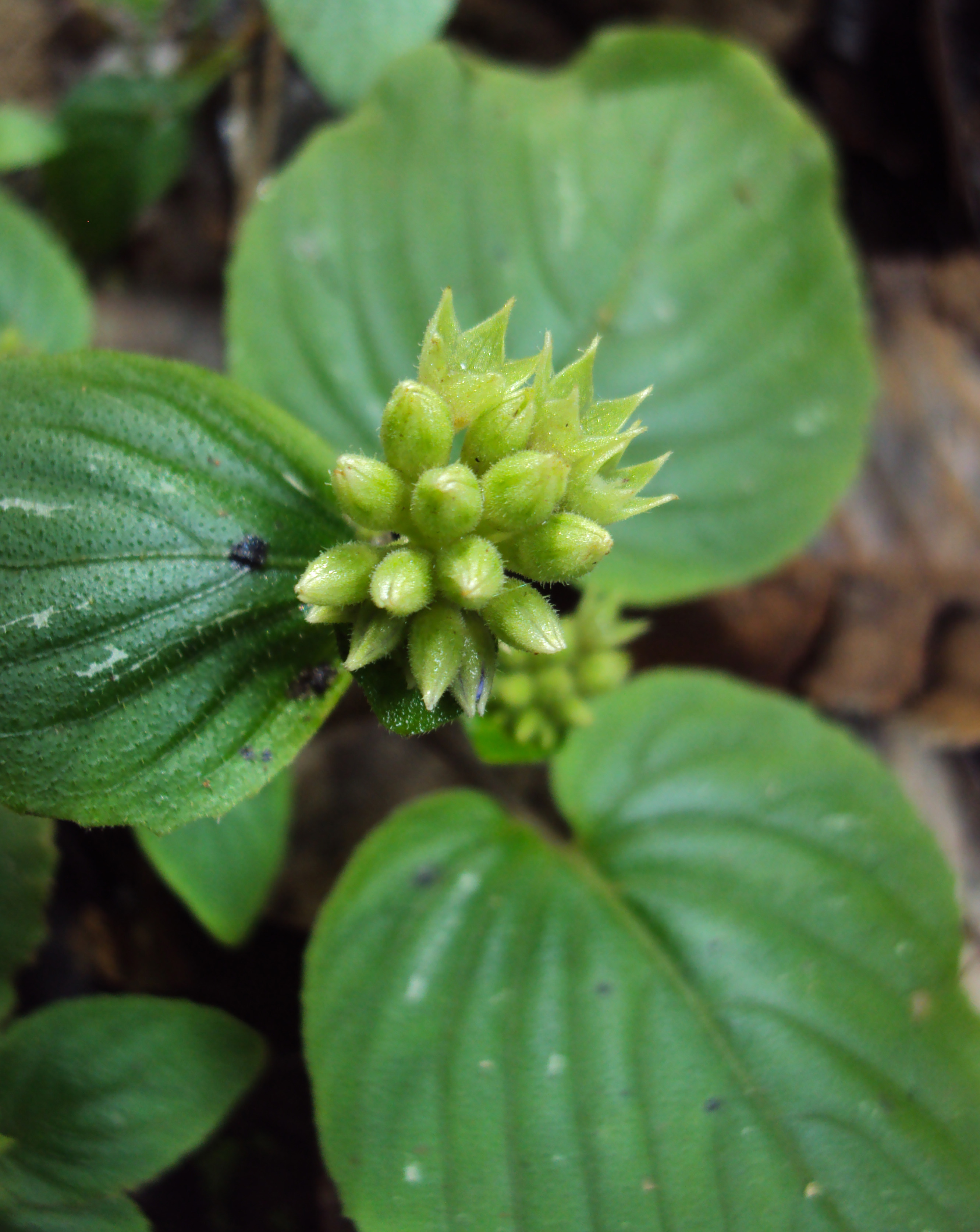
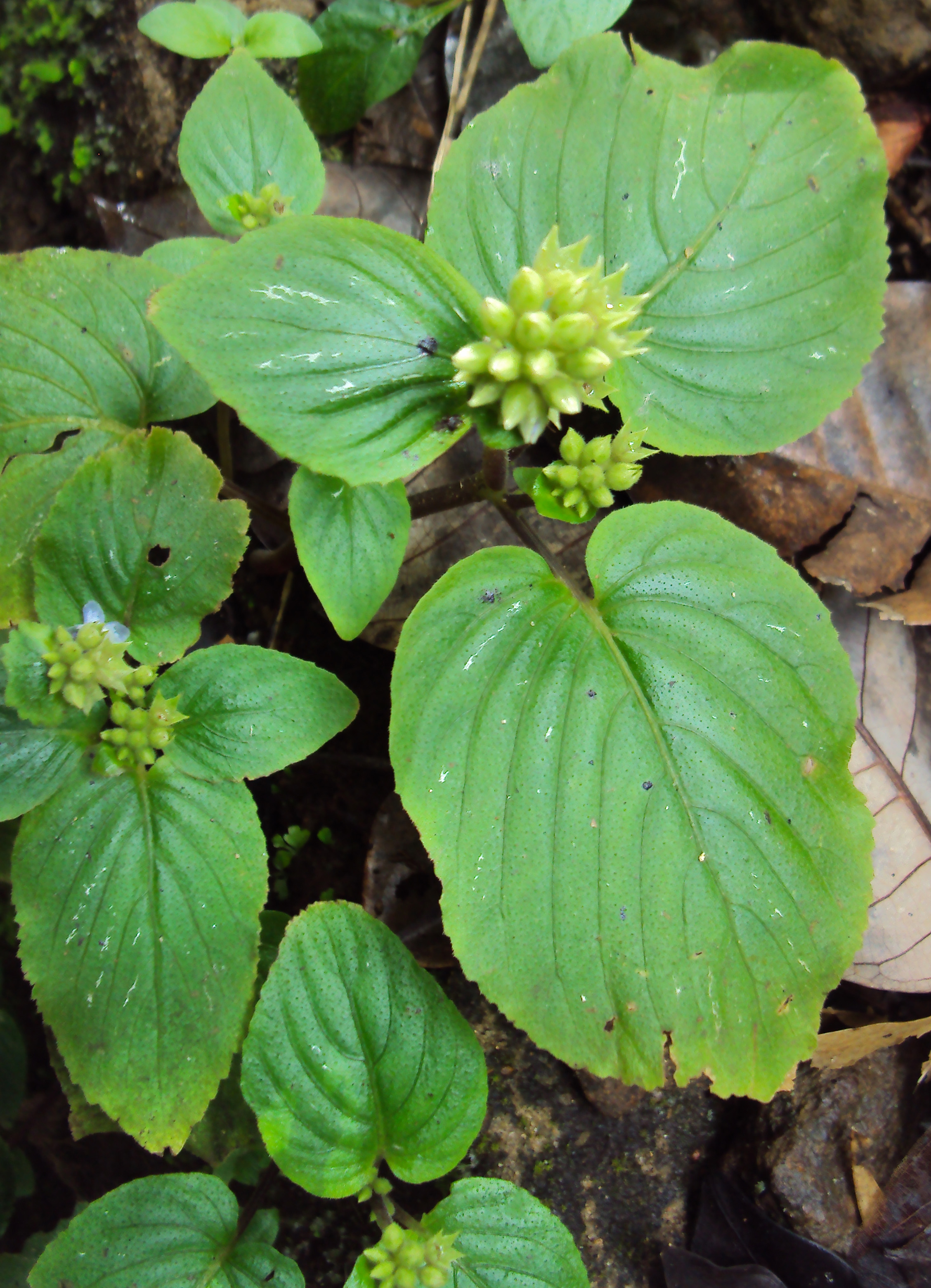
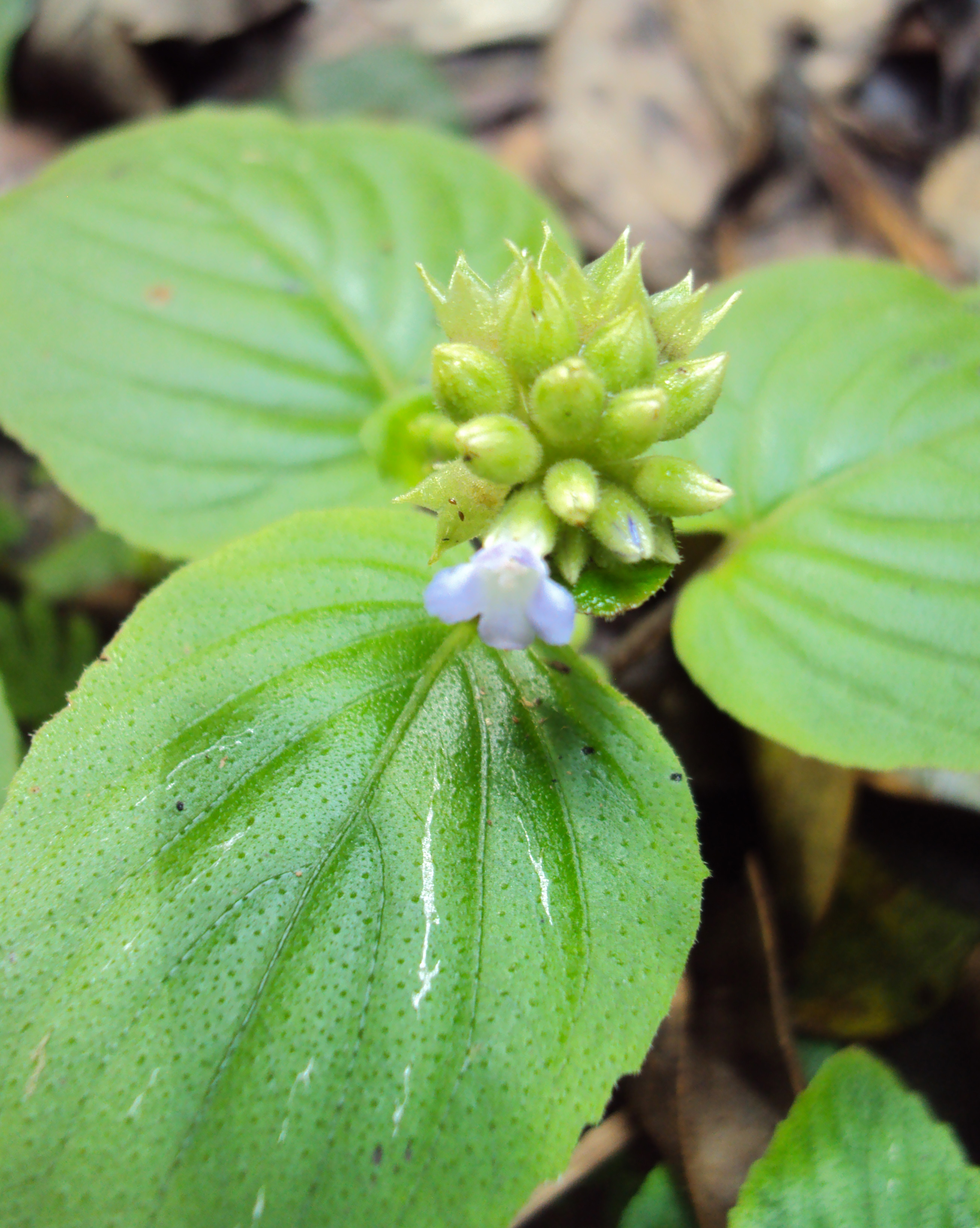
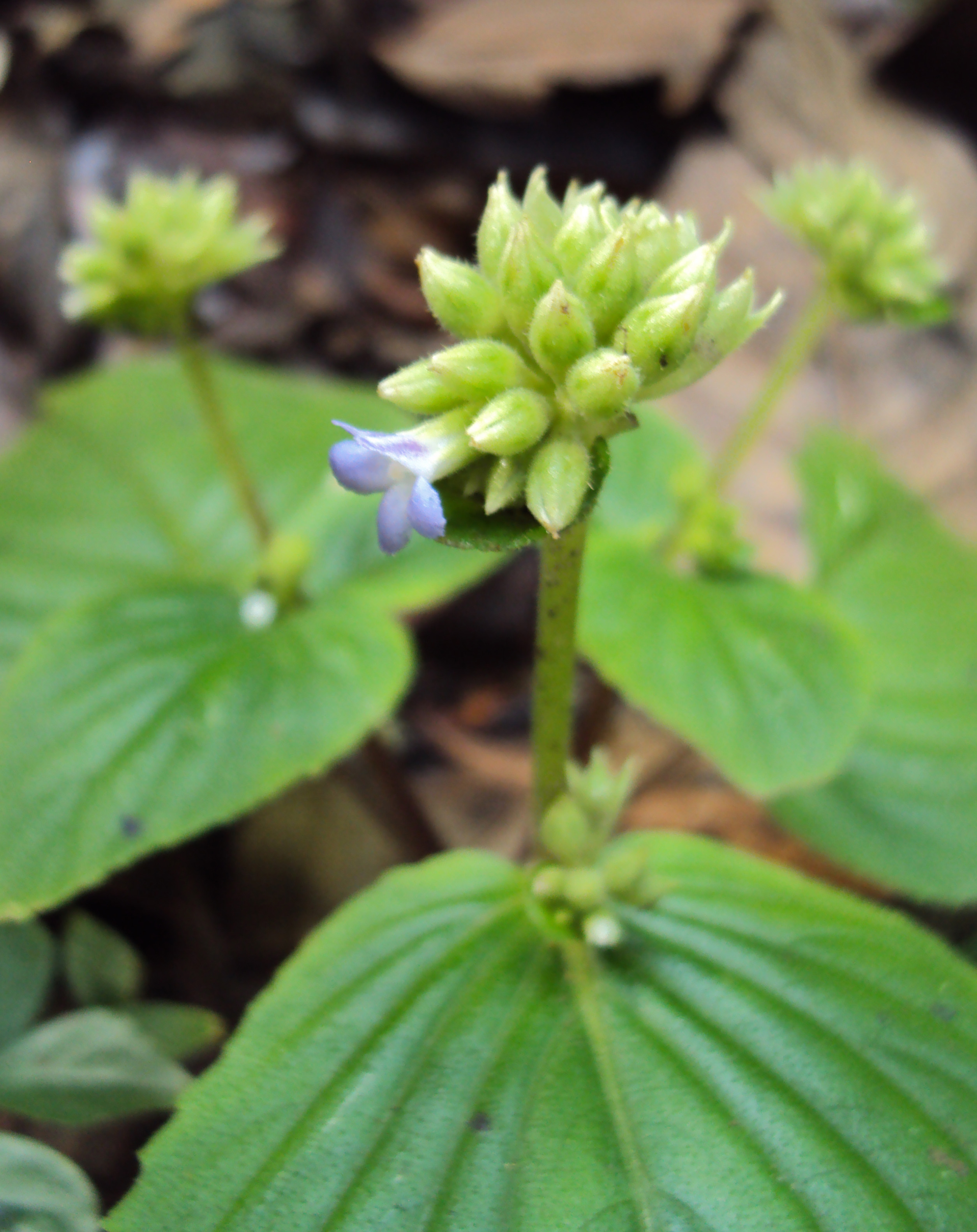
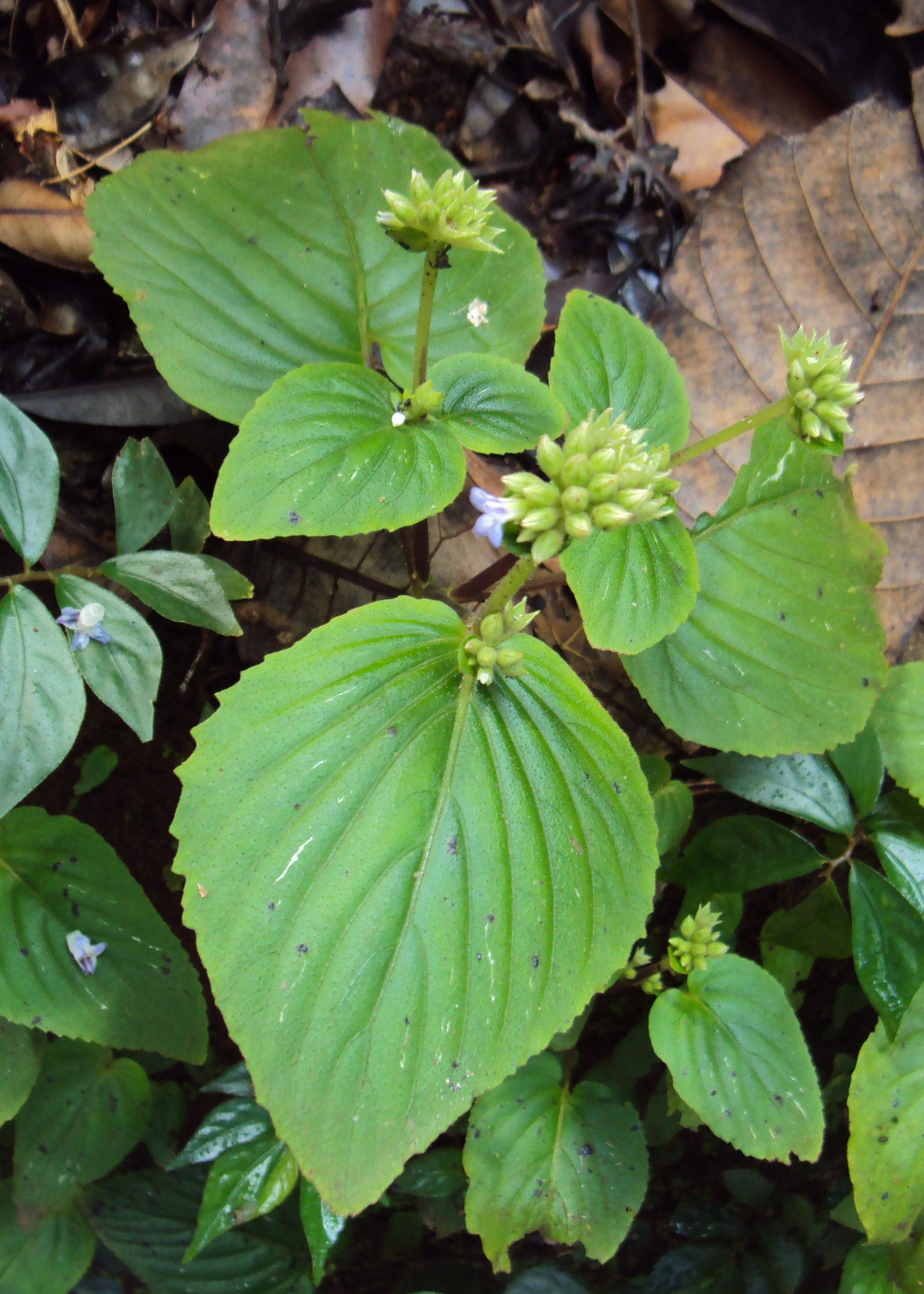
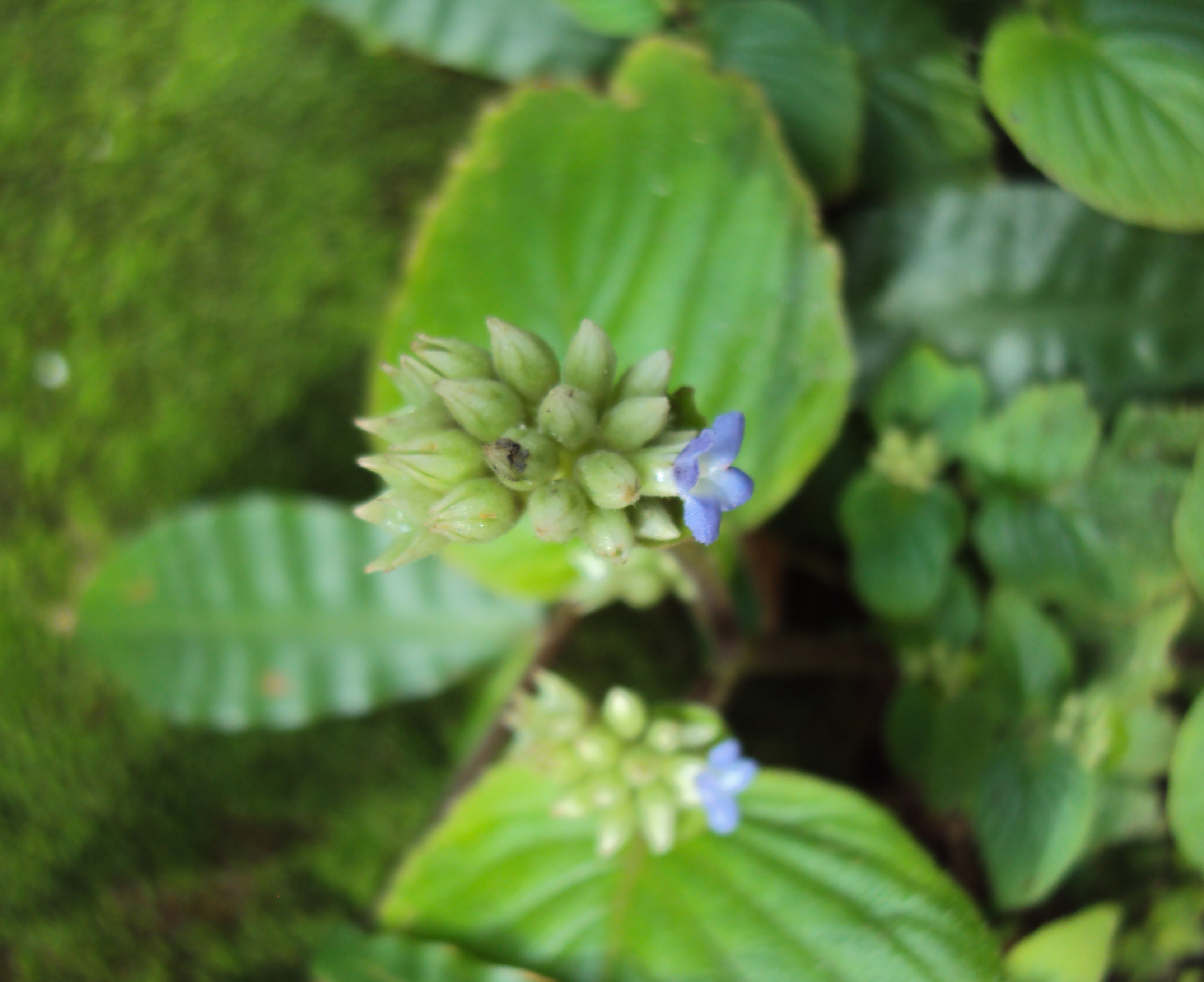